# Avant-pop
Avant-pop – podgatunek muzyki pop, który używa konwencjonalnych popowych zwrotów do słuchaczy jak chwytliwe melodie, struktury typu zwrotka-refren-zwrotka oraz dodaje elementy najbardziej awangardowej muzyki, czyli tzw. eksperymentalnej. Brzmi mniej rockowo niż jej bardziej znane siostrzane podgatunki jak indie rock lub indie pop.

## Lata 60.
The Beach Boys i The Beatles są pierwszymi zespołami pop, które rozpoczęły wcielać muzykę eksperymentalną oraz nowe techniki nagrywania piosenek w swojej muzyce i na swoich albumach: Pet Sounds, Revolver i Sgt. Pepper’s Lonely Hearts Club Band. Także rock psychodeliczny Syda Barretta, podczas jego krótkiego pobytu w zespole Pink Floyd z piosenkami jak „Bike” i „See Emily Play” są wczesnymi przykładami.

## Lata 70.
W latach siedemdziesiątych David Bowie i Brian Eno nagrali albumy Low oraz „Heroes”, które uważa się za avant-pop.

## Lata 90.
Niektóre zespoły noise w latach dziewięćdziesiątych jak Blonde Redhead, The Flaming Lips, Yo La Tengo, Pavement, Stereolab zmieniły kierunek z głośnej nieharmonijnej muzyki do bardziej skierowanej ku popowi i przyjaznej radiu avant-pop.

## Wybrani wykonawcy muzyki avant-pop
- Animal Collective
- Aspera
- Bablicon
- Blonde Redhead
- Buffalo Daughter
- The Chap
- Cornelius
- Danielson Famile
- Rick Davies
- Deerhoof
- Enon
- Lambchop
- Matthew Dear
- Mecca Normal
- Migala
- Mirah
- Mitch & Mitch
- The Notwist
- The Olivia Tremor Control
- Ooberman
- Pavement
- Martin Rev
- The Silent League
- Solex
- Skeletons
- Sparks
- Sufjan Stevens
- The Sunshine Fix
- Mary Timony
- TV on the Radio
- Xiu Xiu
- Yo La Tengo